# Baubigny, Côte-d'Or
 Baubigny là một xã ở tỉnh Côte-d’Or trong vùng Bourgogne-Franche-Comté, phía đông nước Pháp. Khu vực này có độ cao từ 313-566 mét trên mực nước biển.